# Franz Alber
Franz Alber (* 24. Juli 1935 in Meran) ist ein Südtiroler Politiker. Als Exponent der Südtiroler Volkspartei war er Bürgermeister von Meran, Mitglied des Landtags und der Landesregierung.
Beruflich war Alber zunächst als Grundschullehrer tätig. Von 1969 bis 1988 vertrat er die Südtiroler Volkspartei im Gemeinderat von Meran. In seiner Heimatstadt diente er zunächst von 1972 bis 1974 als Stadtrat für Schule, Kultur und Sport und anschließend bis 1980 als Vizebürgermeister. 1980 übernahm Alber das Amt des Bürgermeisters von Meran, fungierte dann aber ab 1983 wiederum als Vizebürgermeister. 1985 wurde er zum zweiten Mal Stadtoberhaupt, ehe er 1988 in den Südtiroler Landtag und damit gleichzeitig den Regionalrat Trentino-Südtirol gewählt wurde, in denen er bis 1993 ein Mandat innehatte. Von 1989 bis 1994 wirkte er in der Landesregierung im Kabinett Durnwalder I als Landesrat für öffentliche Bauarbeiten und Gebietskörperschaften. In den Jahren von 1995 bis 2005 amtierte er ein drittes Mal als Bürgermeister von Meran. In diesen Jahren war er auch zunächst als Vizepräsident und zuletzt Präsident des Südtiroler Gemeindenverbands tätig. 2008 wurde ihm das Ehrenzeichen des Landes Tirol verliehen.